# 板倉胤臣
板倉 胤臣（いたくら たねおみ、1840年9月27日（天保11年9月2日）- 1895年（明治28年）8月21日）は、明治期の実業家、政治家。衆議院議員、千葉県会議長。

## 経歴
上総国長柄郡茂原村（千葉県長柄郡茂原村、茂原町茂原、長生郡茂原町を経て現茂原市）で、醤油醸造業・板倉任他郎の長男として生まれる。1865年（慶応元年）江戸に出て芳野金陵に師事し儒学を修め、勤皇の志士と交わった。
1868年（明治元年）夏、鎮撫総督柳原前光が勅使として上総、下総に派遣された際に、板倉は先導役を務めた。同年9月、鎮台府房総監察兼宮谷県知事・柴山典の属官となり訟事を担った。
1872年（明治5年）に帰郷し、千葉県第7大区（長柄・埴生郡）副区長に就任。さらに千葉県会の代議員となる。1876年（明治9年）第7大区長に就任し、次いで第8大区（山辺郡）長を兼務した。1878年（明治11年）望陀郡、周淮郡、天羽郡の三郡長となるがほどなく辞任した。
1879年（明治12年）府県会規則による千葉県会が開かれて議員に選出され、同議長を務め、千葉県商法会議長も務めた。県会議員は1889年（明治22年）3月まで通算3期在任し、同常置委員、地方衛生会委員にも在任した。
1890年（明治23年）7月、第1回衆議院議員総選挙（千葉県第6区、無所属）で当選し、その後、自由倶楽部に所属して衆議院議員に1期在任したが、病により帰郷して家業に従事した。
また、1887年（明治20年）茂原藻原寺に賛化学校を開設して小学校卒業後の教場とし、桑園を開き長柄・上埴生両郡養蚕組合長に就任して養蚕を奨励し、長柄・上埴生醤油組合長および殖産集談会頭を務め、房総馬車鉄道の設立にも参画するなど、地域の産業振興に尽力した。

## 千葉県会選挙歴
- 1期：1879年3月当選 – 1880年辞職[1]
- 2期：1880年当選 – 1883年3月退職[1]
- 3期：1886年3月当選 – 1889年3月辞職[1]

## 著作
- 『上総国長柄郡茂原町誌』板倉胤臣、1891年。